# Mercedes-Benz Citan
La Mercedes-Benz Citan és una furgoneta i monovolum comercialitzat des del 2012 per Mercedes-Benz com a successor del monovolum compacte Vaneo com a variant rebadging del Renault Kangoo. A la línia de furgonetes Mercedes-Benz, el Citan és el model més petit que s'ofereix, seguit del Vito de mida mitjana (també conegut com Viano, Classe V i EQV) i el gran Sprinter.
L'any 2012, Mercedes-Benz va fer una campanya de màrqueting per al Citan amb l'actor Richard Dean Anderson repetint el seu paper del popular personatge de la sèrie de televisió MacGyver. La sèrie de curtmetratges es va titular MacGyver and the New Citan i es va rodar a Johannesburg el juliol de 2012.

## Producció
El Citan, designat internament com a W415, és el resultat de l'associació entre Daimler i Renault-Nissan-Mitsubishi Alliance i està muntat per la filial de Renault MCA a la ciutat francesa de Maubeuge, juntament amb el seu bessó, el Renault Kangoo. La furgoneta està dirigida tant al mercat de turismes com de vehicles comercials lleugers i va ser el primer Mercedes-Benz que es comercialitzava des del Vito el 1995.
El Citan està disponible en tres longituds diferents: compacte (3,94 m), llarg (4,32 m) i extrallarg (4,71 m). El vehicle es presenta en tres estils de carrosseria: Panel Van, Dualine i Traveliner, amb el Panel Van amb capacitat per a dues persones i tant el Dualine com el Traveliner amb capacitat per a cinc.
La segona generació del Citan es va presentar l'agost de 2021 en les variants Panel Van i Tourer. Basat en la tercera generació de Renault Kangoo, el Citan (W420) es mou amb la plataforma CMF-CD, que també es va convertir en el MPV de la Classe T, que es va presentar a l'abril de 2022, en substitució del Citan Traveliner i el Citan Tourer.

## Galeria

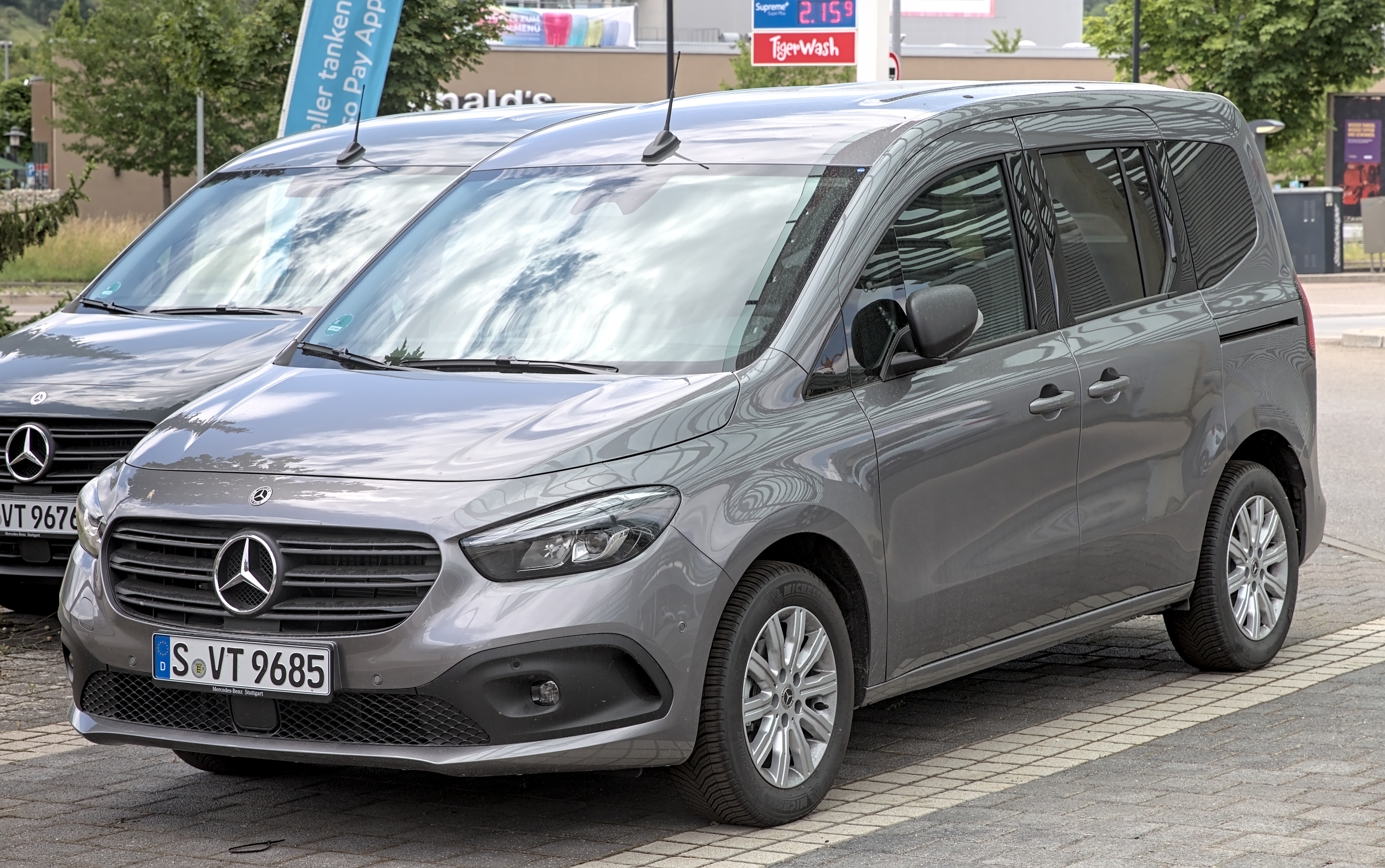
Vista frontal del Citan Tourer
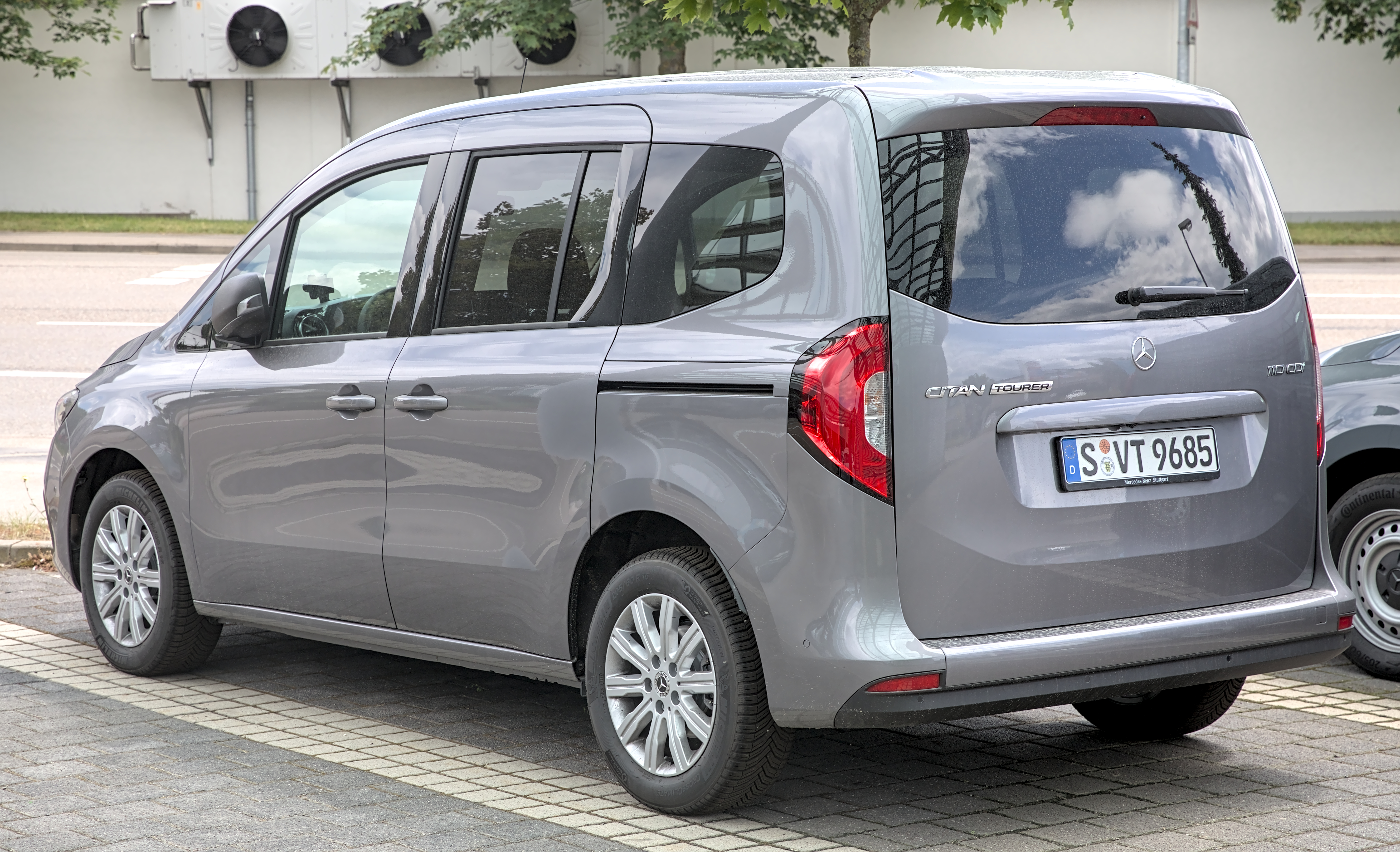
Vista posterior del Citan Tourer
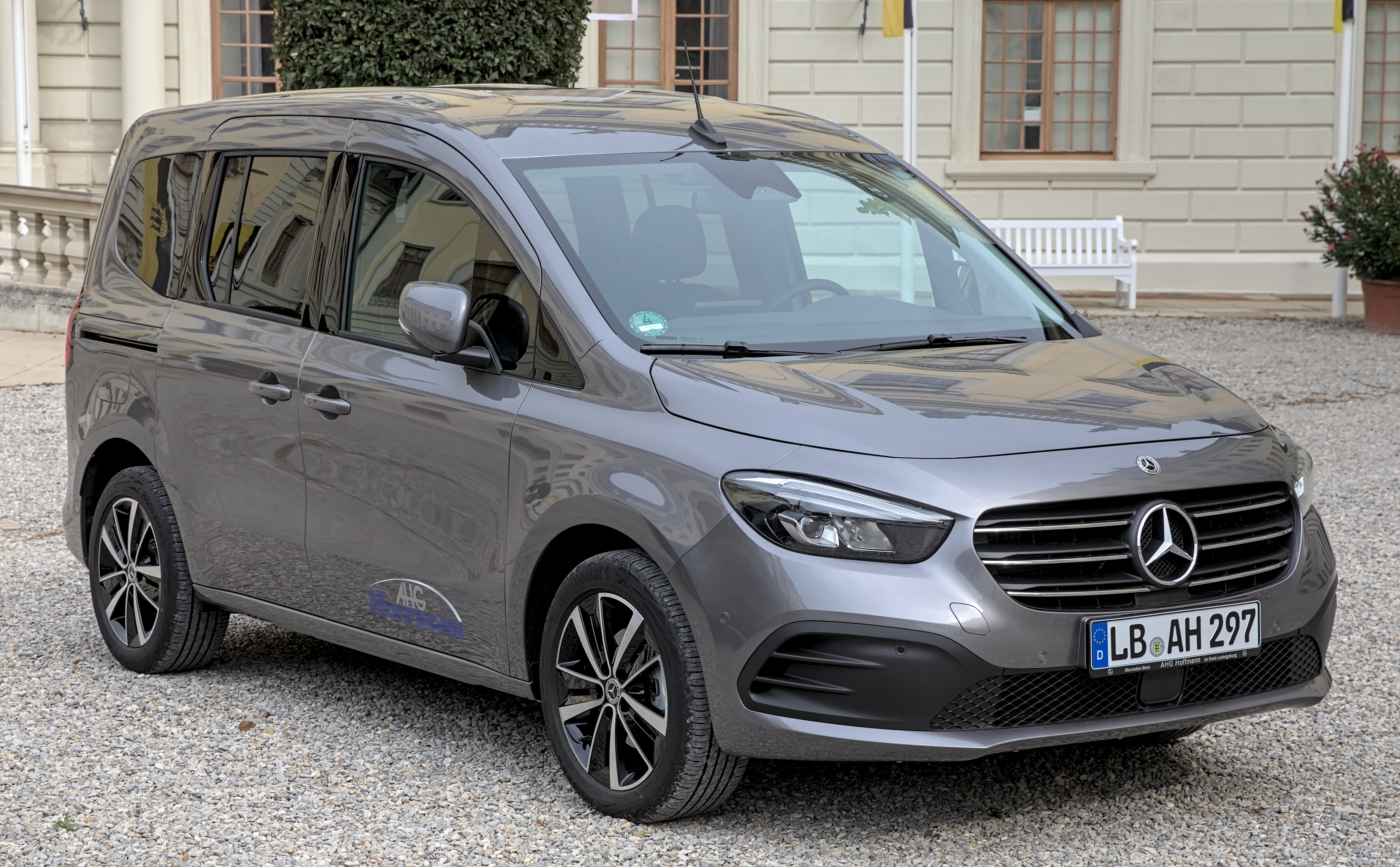
Vista frontal del Classe T
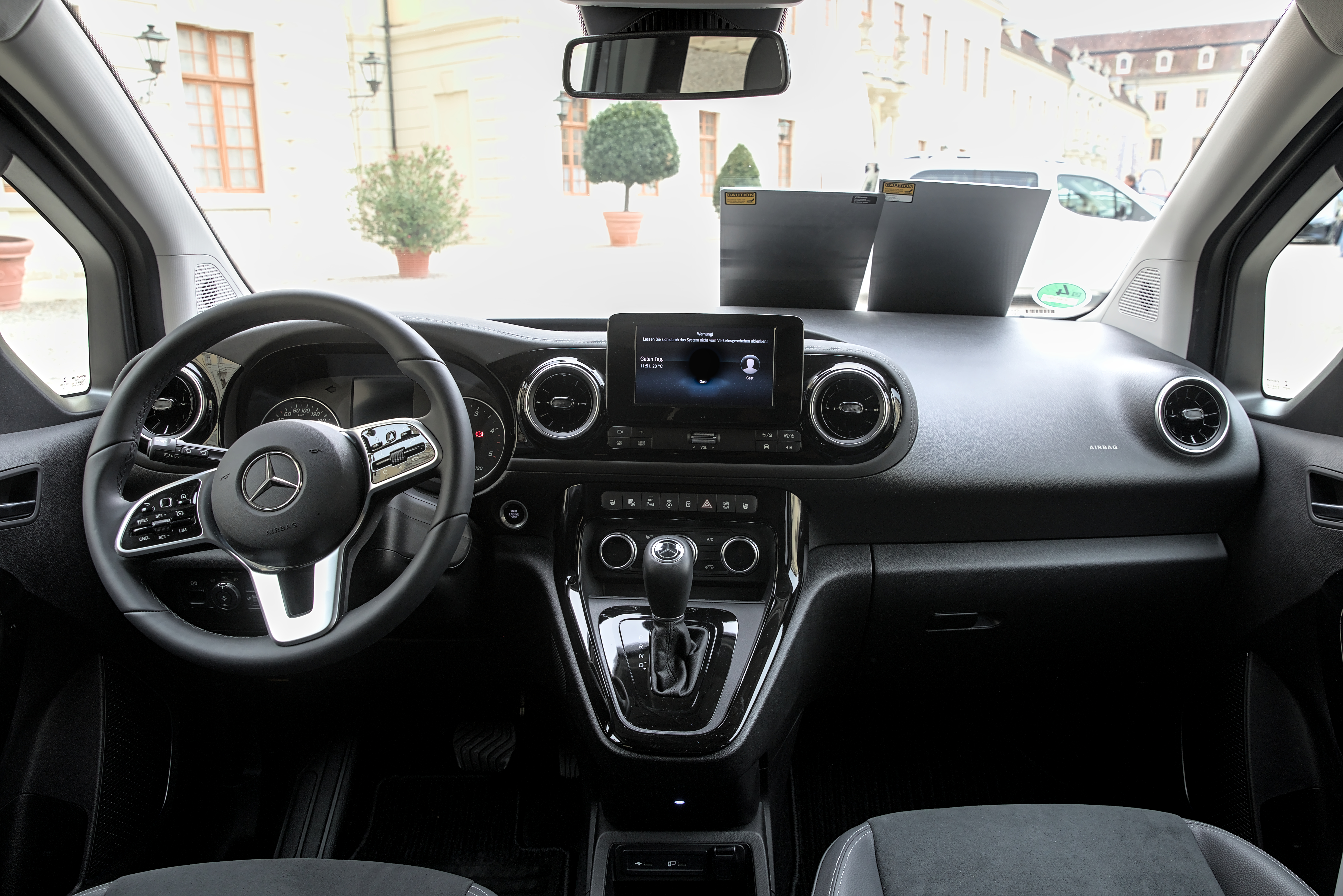
Interior del Classe T